# 세이셸의 행정 구역
세이셸은 25개 구로 구성되어 있다.

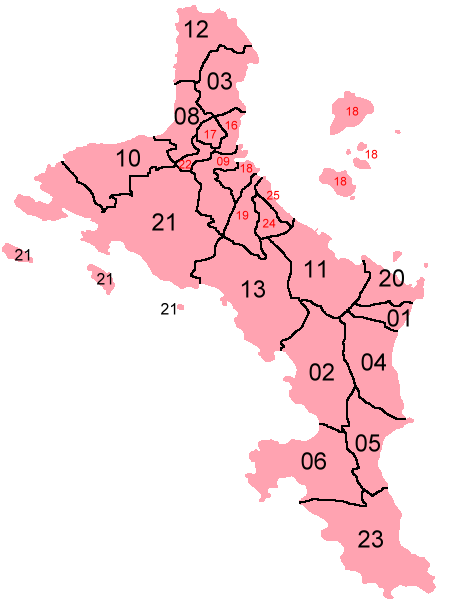
세이셸의 행정 구역

- 앙스오팽 구 (Anse aux Pins)
- 앙스부알로 구 (Anse Boileau)
- 앙스에투알 구 (Anse Etoile)
- 오카프 구 (Au Cap)
- 앙스루아얄 구 (Anse Royale)
- 베라자르 구 (Baie Lazare)
- 베생트안 구 (Baie Sainte Anne)
- 보발롱 구 (Beau Vallon)
- 벨에르 구 (Bel Air)
- 벨옴브르 구 (Bel Ombre)
- 카스카드 구 (Cascade)
- 글라시 구 (Glacis)
- 그랑당스마에 구 (Grand'Anse (Mahé))
- 그랑당스프라슬랭 구 (Grand'Anse (Praslin))
- 라디그 및 내부 도서 구 (La Digue and Inner Islands)
- 라리비에르앙글레즈 구 (La Rivière Anglaise)
- 몽뷕스통 구 (Mont Buxton)
- 몽플뢰리 구 (Mont Fleuri)
- 플레장스 구 (Plaisance)
- 푸앵트라루 구 (Pointe La Rue)
- 포르글로드 구 (Port Glaud)
- 생루이 구 (Saint Louis)
- 타카마카 구 (Takamaka)
- 레마멜 구 (Les Mamelles)
- 로슈카이망 구 (Roche Caïman)

## 같이 보기
- ISO 3166-2:SC